# Москаленко Василь Васильович
Васи́ль Васи́льович Москале́нко (нар. 18 червня 1938, Одеса, УРСР — пом. 1 березня 2010, Одеса, Україна) — український радянський футболіст та тренер, виступав на позиції нападника та півзахисника. Майстер спорту СРСР (1963). Найкращий бомбардир СКА (Одеса) у чемпіонатах СРСР. Найкращий футболіст Одеси XX століття (2001).

## Біографія
Василь Москаленко — корінний одесит. Футболом почав займатися у дитячій команді суконної фабрики, потім виступав за команду заводу імені Дзержинського. Грав на будь-якій позиції, іноді навіть займав місце у рамці воріт, якщо не було основного голкіпера. Граючи у одеській футбольній школі молоді, Москаленко привернув увагу представників київського «Динамо» і вирушив до столиці УРСР. Однак у Києві Василь Васильович провів лише лічені матчі у дублюючому складі. Щось у нього не заладилося в «Динамо» і він попросив керівництво клубу відпустити його до Одеси.
Повернувшись до рідного міста, Москаленко приєднався до «Харчовика», де Петро Ступаков зібрав непоганий колектив, що ставив перед собою високі цілі. І якщо 1956 рік був для молодого форварда одеситів адаптаціонним до футболу серйозного рівня, то вже у наступному він став справжньою грозою воротарів, утворивши з Костянтином Фурсом потужний дует форвардів-бомбардирів. Того року на двох вони забили 33 м'ячі.
Однак підійшов час служби у армії і Москаленко опинився у іншому одеському клубі — СКА. Армійці на той час демонстрували досить високий рівень гри, постійно займаючи призові місця у свої зоні класу «Б». Особливо успішними стали особисто для Василя Васильовича сезони з 1960 по 1962, коли він тричі поспіль забивав понад 20 м'ячів за сезон.
У 1963 році на одному з бенкетів Москаленка вмовили повернутися до «Чорноморця», який саме очолив Всеволод Бобров. Однак у тому сезоні форвард провів у новому клубі всього три матчі, отримавши прикрий перелом ноги. Зате з наступного року з подвоєним натхненням взявся за справу, ніби доводячи, що на нього не даремно покладали такі надії. 20 голів у 35 матчах — чи може бути більш красномовне підтвердження якості гри, яку демонстрував Москаленко?! Після появи у команді таких досвідчених гравців, як Лобановський, Каневський та Базилевич, тренер перевів Москаленка трохи вглиб — на позицію розігруючого, однак навіть граючи там він примудрявся забивати велику кількість красивих та вкрай потрібних команді м'ячів.
Провівши у «Чорноморці» 8 сезонів після повернення з армії, Василь Москаленко відчув, що вже не може демонструвати гру того рівня, якого від нього вимагають тренери, і вирішив залишити команду. Ще рік він відіграв у складі миколаївського «Суднобудівника» і перейшов на тренерську роботу.
Значних успіхів на тренерській ниві Василь Васильович не досяг, тренуючи переважно колективи фізичної культури та нетривалий час перебуваючи на посаді помічника головного тренера «Чорноморця» у 1973 році. Москаленко постійно брав участь у матчах ветеранських команд.
Урочисте святкування 70-річчя Василя Васильовича відбулося на стадіоні «Іван» у Одесі влітку 2008 року. Федерація футболу нагородила ювіляра почесним призом «За заслуги перед одеським футболом», а колишні партнери по команді вручили пам'ятну футболку.
1 березня 2010 року Василя Москаленка не стало. Прощання відбулося на одеському стадіоні «Спартак», а поховано його було на Таїровському кладовищі. 7 липня 2011 на могилі видатного форварда з Одеси було встановлено пам'ятник.

## Найкращий футболіст Одеси ХХ сторіччя
У вересні 2001 року на сторінках газети «Одеса-Спорт» було опубліковано підсумки авторського проекту одеського спортивного журналіста Юрія Усатюка, головною метою якого було визначення найкращого футболіста Одеси ХХ століття за опитуванням авторитетних футбольних фахівців. Василь Москаленко виграв опитування з колосальним відривом, випередивши володаря «Золотого м'яча» 1986 року Ігора Бєланова, що зайняв друге місце, на 53 бали. Третім став Юрій Заболотний.

## Досягнення
Командні трофеї
- Чемпіон 1 зони класу «Б» чемпіонату СРСР (1958)
- Дворазовий переможець 2 зони класу «Б» чемпіонату СРСР (1961,1962)
- напівфіналіст кубок СРСР : 1960, 1966.
- Срібний призер 2 зони класу «Б» чемпіонату СРСР (1960)
- Бронзовий призер 4 зони класу «Б» чемпіонату СРСР (1959)

Особисті здобутки
- Майстер спорту СРСР (1963)
- У списках найкращих футболістів України (4): № 2 (1964,1968), № 3 (1961,1966)
- Володар призу «За найкращий гол сезона, забитий на московських стадіонах» (1969)
- Найкращий футболіст Одеси XX століття (2001)

## Цікаві факти
- Одеситів Масловського, Чеботарьова та Москаленка викликали до збірної УРСР, що мала провести спаринг-матч з національною збірною країни. Їхали у Київ на «Москвичі» Масловського, прихопивши з собою ящик горілки. По приїзду адміністратор збірної був в шоці — як же вони будуть грати?! Однак футболісти запевнили його, що все в нормі і, попарившись у лазні, дійсно відновили кондиції, перемігши у спарингу з рахунком 4:0. Василь Москаленко двічі вразив ворота суперників.
- Постояти за честь Одеси Василь Москаленко міг не тільки голами та результативними передачами, а й, як кажуть, по-чоловічому. У 1968 році «Чорноморець» грав у Тбілісі проти місцевого «Динамо». Під час подачі кутового Василь Москаленко як зазвичай відтягнувся назад, щоб допомогти захисникам. Коли м'яч злетів над штрафним майданчиком, найвідоміший футболіст у складі тбілісців Муртаз Хурцилава, що не володів богатирських зростом, вирішив піти на хитрість. Він стрибнув на Москаленка, наступивши тому на ікри, сперся руками на плечі і головою вколотив м'яч у ворота. Звичайно ж, стерпіти таке гоноровий Василь Васильович не міг. Одеський бомбардир розвернувся і послав маститого нахабу в нокаут. Хурцилаву відкачували хвилин десять.